# Моньюмент (Орегон)
Моньюмент (англ. Monument) — місто (англ. city) в США, в окрузі Грант штату Орегон. Населення — 115 осіб (2020).

## Географія
Моньюмент розташований за координатами 44°49′15″ пн. ш. 119°25′15″ зх. д. / 44.82083° пн. ш. 119.42083° зх. д. (44.820797, -119.420843).  За даними Бюро перепису населення США в 2010 році місто мало площу 1,32 км², уся площа — суходіл.

### Клімат
| Клімат : Моньюмент      | Клімат : Моньюмент | Клімат : Моньюмент | Клімат : Моньюмент | Клімат : Моньюмент | Клімат : Моньюмент | Клімат : Моньюмент | Клімат : Моньюмент | Клімат : Моньюмент | Клімат : Моньюмент | Клімат : Моньюмент | Клімат : Моньюмент | Клімат : Моньюмент | Клімат : Моньюмент |
| Показник                | Січ.               | Лют.               | Бер.               | Квіт.              | Трав.              | Черв.              | Лип.               | Серп.              | Вер.               | Жовт.              | Лист.              | Груд.              | Рік                |
| Абсолютний максимум, °C | 20,6               | 23,3               | 29,4               | 35,0               | 38,9               | 40,6               | 46,7               | 46,1               | 40,6               | 35,6               | 28,9               | 19,4               | 46,7               |
| Середній максимум, °C   | 5,7                | 9,9                | 13,8               | 17,7               | 22,3               | 27,7               | 32,9               | 32,4               | 27,1               | 20,1               | 11,1               | 6,3                | 18,9               |
| Середній мінімум, °C    | −5,8               | −3,3               | −1,4               | 0,8                | 4,3                | 8,1                | 9,7                | 9,1                | 4,9                | −0,1               | −2,1               | −5,2               | 1,6                |
| Абсолютний мінімум, °C  | −32,2              | −29,4              | −12,2              | −8,9               | −5                 | −1,1               | 1,7                | −0,6               | −5                 | −16,1              | −26,1              | −31,7              | −32,2              |
| Норма опадів, мм        | 37                 | 26                 | 33                 | 34                 | 38                 | 30                 | 13                 | 17                 | 14                 | 24                 | 37                 | 37                 | 340                |
| Днів з опадами          | 10                 | 9                  | 10                 | 9                  | 9                  | 6                  | 3                  | 3                  | 4                  | 7                  | 10                 | 10                 | 90,0               |
| ----------------------- | ------------------ | ------------------ | ------------------ | ------------------ | ------------------ | ------------------ | ------------------ | ------------------ | ------------------ | ------------------ | ------------------ | ------------------ | ------------------ |
| Джерело:                |                    |                    |                    |                    |                    |                    |                    |                    |                    |                    |                    |                    |                    |

## Демографія
Згідно з переписом 2010 року, у місті мешкало 128 осіб у 55 домогосподарствах у складі 31 родини. Густота населення становила 97 осіб/км².  Було 82 помешкання (62/км²).
Расовий склад населення:
| - 94,5 % — білих - 0,8 % — корінних американців - 3,9 % — осіб інших рас |

До двох чи більше рас належало 0,8 %. Частка іспаномовних становила 3,9 % від усіх жителів.
За віковим діапазоном населення розподілялося таким чином: 24,2 % — особи молодші 18 років, 59,4 % — особи у віці 18—64 років, 16,4 % — особи у віці 65 років та старші. Медіана віку мешканця становила 40,5 року. На 100 осіб жіночої статі у місті припадало 120,7 чоловіків;  на 100 жінок у віці від 18 років та старших — 120,5 чоловіків також старших 18 років.
За межею бідності перебувало 24,7 % осіб, у тому числі 8,7 % дітей у віці до 18 років та 0,0 % осіб у віці 65 років та старших.
Цивільне працевлаштоване населення становило 26 осіб. Основні галузі зайнятості: освіта, охорона здоров'я та соціальна допомога — 53,8 %, транспорт — 15,4 %, сільське господарство, лісництво, риболовля — 11,5 %, інформація — 7,7 %.